# Basnæs (Tjæreby Sogn)
 For alternative betydninger, se Basnæs. (Se også artikler, som begynder med Basnæs)
Basnæs (tidl. Bastnæs) er en gammel hovedgård, som nævnes første gang i 1426. Gården ligger på et voldsted i Tjæreby Sogn, Slagelse Kommune. Hovedbygningen med tre hjørnetårne er opført i 1842-1846 ved G.F. Hetsch. 
Basnæs Gods er på 991 hektar med Transbygård og Toftebjerg og ligger ud mod det fredede vildtreservat Basnæs Nor.

## Ejere af Basnæs
- (1426-1436) Anders Jakobsen Lunge
- (1436-1456) Ove Jakobsen Lunge
- (1456-1466) Jakob Ovesen Lunge
- (1466-1470) Jakobsdatter Lunge gift Krafse
- (1470-1504) Jesper Krafse
- (1504-1530) Hans Jespersen Krafse
- (1530-1566) Jesper Hansen Krafse
- (1566-1595) Kirstine Bølle gift Krafse
- (1595-1599) Eiler Jespersen Krafse
- (1599-1602) Hilleborg Bølle gift Krafse
- (1602-1614) Margrethe Hansdatter Krafse gift Brahe
- (1614-1625) Birgitte Steensdatter Brahe/Helvig Steensdatter Brahe
- 1616 blev Helvig Brahes halvpart af Basnæs udlagt til en holstener.[1]
- (1625-1647) Axel Hansen Arenfeldt
- (1647-1676) Jacob Axelsen Arenfeldt/Jørgen Axelsen Arenfeldt
- (1676-1681) Anna Ramel
- (1681-1685) Ove Ramel
- (1685-1694) Christian Bielke
- (1694-1705) Vibeke Nielsdatter Juel gift Bielke
- (1705-1716) Poul Eggers
- (1716) Lars Benzon
- (1716-1728) Laurence de Boysset
- (1728-1736) Christian Frederik de Boysset
- (1736-1749) Frederik Conrad von Holstein
- (1749-1751) Slægten von Holstein
- (1751) Johan Baltzer Höserich
- (1751-1757) Peder Mikkelsen Qvistgaard
- (1757-1763) Frederik Otto lensgreve von Wedel-Jarlsberg
- (1763-1764) Frederik Auguste Adolphe de Favin
- (1764) Niels de Hofman
- (1764-1765) Peter Johansen Neergaard
- (1765-1768) Johan Thomas Petersen de Neergaard
- (1768-1778) Mathias Brønstorph
- (1778-1783) Jens Lowson
- (1783-1791) Charlotte Amalie Riis gift Lowson
- (1791-1805) Christian L. Schütz
- (1805-1807) Frederik von Blücher
- (1807-1809) Helene de Thygeson gift von Blücher
- (1809-1829) Christian Frederik Fiedler
- (1829-1838) Slægten Fiedler
- (1838-1850) Jacob Brønnum Scavenius
- (1850-1898) Henriette Moltke gift Scavenius
- (1898-1907) Otto Jacob Brønnum Scavenius
- (1907-1933) Eiler greve Moltke
- (1933-1952) De Danske Cichoriefabriker (Carl Salomonsen[2])
- (1952-) Basnæs Gods A/S

## Weblink
- Herregården Basnæs hcandersen-homepage.dk